# Straßenlauf-Länderkampf der Frauen 1986 BR Deutschland – Frankreich – Niederlande – Schweiz
| 14. Leichtathletik-Länderkampf mit bundesdeutscher Beteiligung 1986                   | 14. Leichtathletik-Länderkampf mit bundesdeutscher Beteiligung 1986 |
| ------------------------------------------------------------------------------------- | ------------------------------------------------------------------- |
|                                                                                       |                                                                     |
| Straßenlauf-Vergleich der Frauen: BR Deutschland – Frankreich – Niederlande – Schweiz |                                                                     |
| Austragungsort                                                                        | Hamburg                                                             |
| Wettbewerbe                                                                           | 1                                                                   |
| Datum                                                                                 | 2. August                                                           |
| 1. FRA 2. SUI 3. NLD 4. FRG                                                           | 4:31:00 h 4:34:18 h 4:40:22 h 4:44:16 h                             |
| Chronik                                                                               |                                                                     |
| ← FRG-FRA-NLD-SUI Str'lauf (M)                                                        | FRG-FRA-POL-CSK U22 (M) →                                           |

Im vierzehnten Vergleich des Länderkampfjahres 1986 starteten die Straßenläuferinnen wie die Männer am 2. August in Hamburg. Die Begegnung fand mit Teams aus Frankreich, den Niederlanden und der Schweiz statt und wurde nun zum dritten Mal ausgetragen. 1983 war anstelle der Schweiz Belgien dabei gewesen und im Vergleich zu den drei letzten Jahren fehlte wie bei den Männern das 1983 siegreiche Italien.

## Modus
Auf dem Programm stand ein Straßenlauf über die bei den Frauen übliche Länge von 25 Kilometern. Jede Nation stellte maximal vier Läuferinnen, von denen die drei Besten über die Addition ihrer Zeiten gewertet wurden.

## Ergebnis
In der Einzelwertung lag eine Niederländerin vorn, gefolgt von drei französischen auf den Rängen zwei bis vier. Die drei besten Vertreterinnen aus der Schweiz belegten die Ränge fünf, sieben und acht. Die drei gewerteten Teilnehmerinnen aus der Bundesrepublik kamen auf die Plätze sechs, zwölf und dreizehn, womit sie in der Gesamtwertung Vierte und Letzte wurden. Wie im Männervergleich setzten sich die Französinnen in 4:31:00 h durch. Mit mehr als vier Minuten Rückstand folgten die Schweizerinnen auf Rang zwei. Weitere gut sechs Minuten dahinter wurden die Niederländerinnen Dritter. Die im letzten Jahr noch siegreichen bundesdeutschen Läuferinnen belegten weitere knapp vier Minuten zurück den vierten Platz.
Leider finden sich keine Angaben über die komplette Ergebnisliste. Aufgeführt sind die Läuferinnen auf den Plätzen eins bis acht sowie die beiden weiteren gewerteten bundesdeutschen Sportlerinnen.

## Resultat

### 25-km-Straßenlauf
| Platz | Athlet              | Land | Zeit (h) |
| ----- | ------------------- | ---- | -------- |
| 01    | Carla Beurskens     | NLD  | 1:30:07  |
| 02    | Maria Lelut         | FRA  | 1:28:27  |
| 03    | Jocelyne Villeton   | FRA  | 1:29:47  |
| 04    | Sylviane Geffray    | FRA  | 1:30:13  |
| 05    | Luzia Sahli         | SUI  | 1:31:00  |
| 06    | Gabriela Wolf       | FRG  | 1:31:00  |
| 07    | Genoveva Eichenmann | SUI  | 1:31:05  |
| 08    | Helen Comsa         | SUI  | 1:32:11  |
| 000…  |                     |      |          |
| 12    | Heidi Hutterer      | FRG  | 1:35:55  |
| 13    | Ursula Heldt        | FRG  | 1:37:18  |
| 000…  |                     |      |          |